# Pavel Plehve
Pavel Adamovič Plehve (Pskov, 30. svibnja (11. lipnja) 1850. – Moskva, 28. ožujka (10. travnja) 1916.) je bio ruski general i vojni zapovjednik. Tijekom Prvog svjetskog rata zapovijedao je 5. i 12. armijom, te Sjevernim frontom na Istočnom bojištu.

## Obitelj
Pavel Plehve je rođen 11. lipnja 1850. u Pskovu u obitelji njemačkih plemića. Sin je Adama Grigorjeviča Plehvea. Stricu mu je bio Konstantin Plehve, otac budućeg ruskog ministra unutarnjih poslova Vjačeslava Plevea. Plehve je bio luteranske vjeroispovijesti, te je tek pred smrt prešao na pravoslavlje. U ljeto 1880. oženio je Veru Aleksandrovnu Suhomlinovu sa kojom je imao troje djece i to dvije kćeri Olgu (rođenu 1881.) i Ekaterinu (rođenu 1886.) i sina Nikolaja (rođenog 1892.).

## Vojna karijera
Plehve se školovao u Varšavskoj klasičnoj gimnaziji, te po završetku iste pohađa Nikolajevsku konjičku školu. Istu završava nakon dvije godine 1870. u to drugi u klasi od 67 diplomanata. Nakon toga raspoređen je na službu u Ulansku pukovniju tjelesne garde Njegovog veličanstva smještenoj u Varšavi. U ožujku 1874. promaknut je u čin poručnika, nakon čega od rujna te iste godine pohađa Nikolajevsku akademiju Glavnog stožera. Pred početak Rusko-turskog rata diplomira na akademiji u prvoj klasi, te u veljači 1877. dobiva čin stožernog satnika. U ožujku je raspoređen na službu u stožer XIII.korpusa koji u Rusko-turskom ratu djeluje u Istočnoj Bugarskoj. U lipnju 1877. unaprijeđen je u čin satnika.
Iako se većina ruskih časnika nakon završetka rata u ožujku 1878. vratila u Rusiju, Plehve je ostao u Bugarskoj. U rujnu je imenovan stožernim časnikom u stožeru carskog povjerenika za okupacijske snage, nakon čega od lipnja 1879. obnaša dužnost načelnika odjela vojnog ministarstva Bugarske. Na predmetnoj dužnosti nalazi se do kolovoza kada je imenovan stožernim časnikom u bugarskom ministarstvu rata. U kolovozu te iste godine promaknut je u čin potpukovnika. U listopadu 1879. postaje članom Glavnog vojnog suda, dok je u studenom imenovan vršiteljem dužnosti načelnika Sofijskog vojnog odjela. Nakon ostavke ministra rata P.D. Parensova, do siječnja 1880. obnaša dužnost privremenog zamjenika ministra rata, da bi u ožujku bio imenovan privremenim upraviteljem ministarstva rata Kneževine Bugarske. Nakon što je dva tjedna faktički bio na mjestu bugarskog ministra rata početkom travnja dužnost predaje novom ministru pukovniku Aleksandru Timleru
U ljeto 1880. Plehve se vratio u Rusiju. Od kolovoza 1880. zapovijeda eskadronom u tjelesnoj kirasirskoj pukovniji Njegovog veličanstva. Iste 1880. godine obranio je diplomski rad na temu "Vojno-statistički pregled Kneževine Bugarske i njezinog strateškog značaja u slučaju rata između Rusije i Turske i Austrije". U rujnu 1881. imenovan stožernim časnikom za zadatke u 
stožeru Kazanskog vojnog okruga, ali je dva mjeseca kasnije upućen u Glavni stožer na obuku. U kolovozu 1882. unaprijeđen u čin pukovnika, nakon čega je u lipnju 1883. imenovan časnikom zaduženim za obuku na Nikolajevskoj akademiji Glavnog stožera. Na akademiji je bio zadužen za uredske poslove i arhiv, te je osim što je predavao na akademiji, predavao i na Mihailovskoj artiljerijskoj školi.
U ožujku 1891. preuzima zapovjedništvo nad 12. dragunskom mariupoljskom pukovnijom kojom zapovijeda iduće dvije godine. U siječnju 1893. promaknut je u čin general bojnika, te imenovan glavnim intendantom Vilnskog vojnog okruga u kojem svojstvu obilazi i vrši nadzor u tvrđavama Kovno i Osoviec. Navedenu dužnost obnaša do lipnja 1895. kada je imenovan ravnateljem Nikolajevske konjičke škole, koja dužnost je obuhvaćala širok spektar poslova od postavljanja odgojno-obrazovnog procesa do pitanja gospodarskog upravljanja. Na čelu Nikolajevske konjičke škole nalazi se iduće četiri godine, do lipnja 1899., kada je imenovan zapovjednikom 2. konjičke divizije. Navedenu dužnost obnaša dvije godine, do studenog 1901., kada postaje načelnikom stožera Donske vojske. U međuvremenu je, u siječnju 1901., unaprijeđen u čin general poručnika.

U ožujku 1905. tijekom pobune u Poljskoj postaje zapovjednikom Varšavske tvrđave. Varšavskom tvrđavom zapovijeda do srpnja te iste godine kada je imenovan zapovjednikom XIII. korpusa koji je trebao biti upućen na Daleki istok radi sudjelovanja u Rusko-japanskom ratu. Međutim, prebacivanje jedinica XIII. korpusa završeno je tek u drugoj polovici rujna kada su neprijateljstva već završila. Po povratku iz Dalekog istoka, u ožujku 1906., imenovan je pomoćnikom zapovjednika Vilnskog vojnog okruga u kojemu je ranije bio intendant. Na navedenoj dužnosti nalazi se iduće tri godine tijekom kojih je u prosincu 1907. promaknut u čin generala konjice. U ožujku 1909. imenovan je zapovjednikom Moskovskog vojnog okruga na kojoj dužnosti se nalazi i na početku Prvog svjetskog rata

## Prvi svjetski rat
Na početku Prvog svjetskog rata na osnovi jedinica Moskovskog vojnog okruga formirana je 5. armija čijim je zapovjednikom imenovan Plehve. Ista se sastojala od četiri korpusa s ukupno 10 pješačkih i pet konjičkih divizija, te je na Istočnom bojištu ušla u sastav Jugozapadnog fronta. Na početku borbenih djelovanja Plehveova 5. armija se sukobila s austrougarskom 4. armijom pod zapovjedništvom Moritza Auffenberga. Austrougarske snage imale su brojčanu nadmoć, te su u Bitci kod Komarowa porazile Plehveovu armiju koja se morala povući prema Vladimiru Volinjskom. Međutim, nakon regrupiranja Pleve ponovno kreće u napad te prodire u prazninu koja je razvila između austrougarske 1. i 4. armije koja se kako bi izbjegla da bude okružena morala povući.
Nakon Galicijske bitke, Plehve je sa 5. armijom premješten na sjever u sastav Sjeverozapadnog fronta u sklopu kojeg rujna 1914. sudjeluje u Varšavsko-Ivangorodskoj operaciji. Nakon toga ističe se u Bitci kod Lodza u kojoj osujećuje njemački plan kojim se željelo okružiti ruske snage na području Lodza. U siječnju 1915. imenovan je zapovjednikom novoformirane 12. armije sa kojom odmah u veljači sudjeluje u Drugoj bitci na Mazurskim jezerima gdje uspijeva odbiti napad njemačke 8. armije. U svibnju 12. armija je raspoređena na područje Rige i Dvinska gdje je na osnovi većine njenih jedinica formirana 5. armija čijim je zapovjednikom u lipnju imenovan Plehve. U rujnu 1915. bezuspješno pokušava zaustaviti napad njemačke 10. armije u Vilnskoj operaciji koja je rezultirala zauzimanjem Vilne. U prosincu 1915. imenovan je zapovjednikom Sjevernog fronta zamijenivši na tom mjestu Nikolaja Ruzskog. 

## Smrt
Plehve je dužnost zapovjednika Sjevernog fronta obnašao kratko, do veljače 1916. kada je zbog bolesti morao napustiti zapovjedništvo. Imenovan je članom Državnog vijeća čiji je član bio do smrti. Preminuo je 10. travnja 1916. u 66 godini života u Moskvi od posljedica krvarenja u mozgu. Pokopan je na Moskovskom bratskom groblju.

## Vanjske poveznice
(eng.) Pavel Plehve na stranici Firstworldwar.com

(rus.) Pavel Plehve na stranici Grwar.ru

(rus.) Pavel Plehve na stranici Hrono.ru

(rus.) Pavel Plehve na stranici Ria1914.info

(rus.) Pavel Plehve na stranici Stpku.ru  Arhivirana inačica izvorne stranice od 9. kolovoza 2020. (Wayback Machine)

(rus.) Pavel Plehve na stranici 100.histrf.ru